# Gino Cittadella Vigodarzere
Gino Cittadella Vigodarzere, conte di Onara e Bolzonella, conte dell'Impero austriaco, nobile di Padova (Padova, 19 maggio 1844 – Padova, 21 settembre 1917), è stato un nobile, politico e scrittore italiano.

## Biografia
Figlio del senatore Andrea Cittadella Vigodarzere, al pari di suo padre è un colto liberale di orientamento moderato, appassionato cultore di studi sia scientifici che letterari e al di fuori della lotta politica vera e propria. Impegnato in primo luogo nell'amministrazione del cospicuo patrimonio di famiglia, dedito a numerose opere filantropiche e culturali, viene eletto deputato per cinque legislature nei collegi di Cittadella e Padova e nominato senatore a vita nel 1900. Nel 1885 pubblica le poesie in vernacolo veneto "Rime nate qua", Venezia Ferd. Ongania Editore 1885 con 14 acqueforti di cui 13 fuori testo e una in copertina ripetuta al frontespizio di Cesare Laurenti.